# Коскуль (Адамовський район)
Коску́ль (рос. Коскуль) — село у складі Адамовського району Оренбурзької області, Росія.

## Населення
Населення — 252 особи (2010; 335 у 2002).
Національний склад (станом на 2002 рік):
- казахи — 86 %